# Tú Thịnh
Tú Thịnh là một xã thuộc huyện Sơn Dương, tỉnh Tuyên Quang, Việt Nam.

## Diện tích, dân số
Xã có diện tích 30,48 km², dân số năm 1999 là 5994 người, mật độ dân số đạt 197 người/km².